# Alain Bessèche
Alain Bessèche, né le 6 août 1929 à Saint-Brieuc et mort le 11 juillet 2020 à Échichens, est un escrimeur français ayant comme arme l'épée. 
Il a été médaillé d'or en escrime aux championnats du monde de 1951.

## Carrière
Alain Bessèche est sacré champion de France en 1948, à 19 ans.
Il est membre du Cercle de l'épée de Saint-Brieuc et du Racing Club de France.

## Palmarès
- Championnat du monde
  -  Médaille d'or par équipe aux championnats du monde 1951 à Stockholm